# Feestdagen in Noorwegen
Deze pagina geeft een overzicht van de belangrijkste feestdagen in Noorwegen.

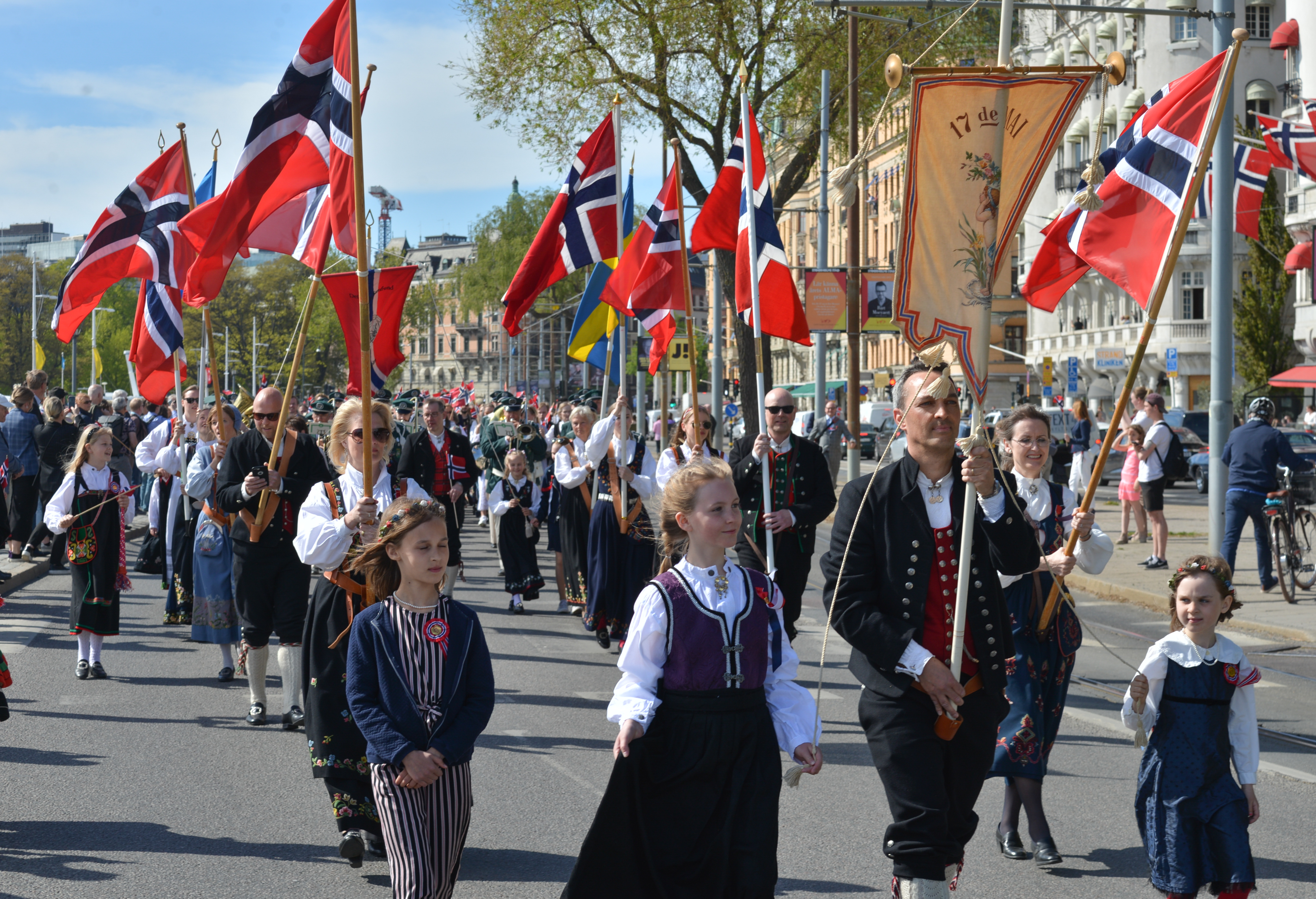
Optocht tijdens de Dag van de Grondwet in 2019

## Feestdagen
De volgende dagen zijn wettelijke feestdagen in Noorwegen.
| Datum           | Noorse naam           | Nederlandse naam    | Vlagdag |
| --------------- | --------------------- | ------------------- | ------- |
| 1 januari       | Nyttårsdag            | Nieuwjaarsdag       | Ja      |
| 21 april (2025) | Skjærtorsdag          | Witte Donderdag     |         |
| 18 april (2025) | langfredag            | Goede Vrijdag       |         |
| 20 april (2025) | Første påskedag       | Eerste paasdag      | Ja      |
| 21 april (2025) | Annen påskedag        | Tweede paasdag      |         |
| 1 mei           | Offentlig høytidsdag  | Dag van de Arbeid   | Ja      |
| 17 mei          | Grunnlovsdagen        | Dag van de Grondwet | Ja      |
| 29 mei (2025)   | Kristi Himmelfartsdag | Hemelvaart          |         |
| 8 juni (2025)   | Første pinsedag       | Eerste Pinksterdag  | Ja      |
| 9 juni (2025)   | Annen pinsedag        | Tweede pinksterdag  |         |
| 25 december     | Første juledag        | Eerste kerstdag     | Ja      |
| 26 december     | Annen juledag         | Tweede kerstdag     |         |

Veel mensen zijn ook vrij op 24 en 31 december en werken op de woensdag voor Pasen en op 23 december slechts een halve dag.

### Vlagdagen
Naast de vlagdagen die hierboven genoemd staan, gelden de volgende dagen als vlagdag::
| Datum       | Gebeurtenis                                               |
| ----------- | --------------------------------------------------------- |
| 21 januari  | Verjaardag van prinses Ingrid Alexandra                   |
| 6 februari  | Dag van de Sami                                           |
| 21 februari | Verjaardag van koning Harald                              |
| 8 mei       | Bevrijding tijdens de Tweede Wereldoorlog in 1945         |
| 7 juni      | Ontbinding van de unie tussen Noorwegen en Zweden in 1905 |
| 4 juli      | Verjaardag van koningin Sonja                             |
| 20 juli     | Verjaardag van kroonprins Haakon Magnus                   |
| 29 juli     | Olsok                                                     |
| 19 augustus | Verjaardag van kroonprinses Mette-Marits                  |
|             | Verkiezingsdag                                            |

Albanië ·
Andorra ·
Armenië ·
Azerbeidzjan ·
België ·
Bosnië en Herzegovina ·
Bulgarije ·
Cyprus ·
Denemarken ·
Duitsland ·
Estland  ·
Finland ·
Frankrijk ·
Georgië ·
Griekenland ·
Hongarije ·
Ierland ·
IJsland ·
Italië ·
Kazachstan ·
Kosovo ·
Kroatië ·
Letland ·
Liechtenstein ·
Litouwen ·
Luxemburg ·
Malta ·
Moldavië ·
Monaco ·
Montenegro ·
Nederland ·
Noord-Macedonië ·
Noorwegen ·
Oekraïne ·
Oostenrijk ·
Polen ·
Portugal ·
Roemenië ·
Rusland ·
San Marino ·
Servië ·
Slovenië ·
Slowakije ·
Spanje ·
Tsjechië ·
Turkije ·
Vaticaanstad ·
Verenigd Koninkrijk ·
Wit-Rusland ·
Zweden ·
Zwitserland